# Guna (woreda)
Guna é um dos woredas da região de Oromia, na Etiópia. Faz parte da Zona Arsi. Foi separado do woreda Merti.

## Demografia
O censo nacional de 2007 informou uma população geral deste woreda de 76.365, dos quais 38.481 eram homens e 37.884 eram mulheres; 5.558 ou 7,28% da sua população eram moradores urbanos. A maioria dos habitantes, 59,89%, disse que eram Muçulmanos enquanto 39,99% da população praticava Cristianismo Ortodoxo Etíope.

## Notes
1. ↑  «Wayback Machine». web.archive.org. 30 de janeiro de 2012. Consultado em 20 de maio de 2021